# Biberach an der Riß
Biberach an der Riß je grad u njemačkoj saveznoj pokrajini Baden-Württemberg na rijeci Riß. Nalazi se 40 km južno od grada Ulma i 40 km zapadno od Memmingena. 
Najveći poslodavci u gradu su Liebherr i Boehringer Ingelheim.

## Vanjske poveznice
- Službena stranica (njem.)

### Ostali projekti
|  | Zajednički poslužitelj ima još gradiva o temi Biberach an der Riß |